# Nostra Signora del Sacro Cuore (diaconia)
Nostra Signora del Sacro Cuore (in latino: Diaconia Dominae Nostrae a Sacro Corde in Circo Agonali) è una diaconia istituita da papa Paolo VI il 5 febbraio 1965 con la costituzione apostolica Sollicitudo omnium Ecclesiarum.
Il titolo insiste sulla chiesa di Nostra Signora del Sacro Cuore nel rione Parione tra corso del Rinascimento (sul quale dà la facciata anteriore) e piazza Navona (sulla quale dà la facciata posteriore).
Dal 20 novembre 2010 ne è titolare il cardinale Kurt Koch, presidente del Pontificio Consiglio per la Promozione dell'Unità dei Cristiani e presidente della Commissione per i Rapporti Religiosi con l’Ebraismo.

## Titolari
- Cesare Zerba, titolo pro hac vice (25 febbraio 1965 - 11 luglio 1973 deceduto)
- Mario Luigi Ciappi, O.P. (27 giugno 1977 - 22 giugno 1987 nominato cardinale presbitero del Sacro Cuore di Gesù agonizzante a Vitinia)
  - Vacante (1987-2001)
- José Saraiva Martins, C.M.F. (21 febbraio 2001 - 24 febbraio 2009 nominato cardinale vescovo di Palestrina)
- Kurt Koch (20 novembre 2010 - 3 maggio 2021); titolo pro hac vice dal 3 maggio 2021